# Ville-en-Blaisois
Ville-en-Blaisois – miejscowość i gmina we Francji, w regionie Grand Est, w departamencie Górna Marna.
Według danych na rok 1990 gminę zamieszkiwało 168 osób, a gęstość zaludnienia wynosiła 24 os./km².